# Kim Ji-sung
Kim Ji-sung (7 de novembro de 1924 - 12 de novembro de 1982) foi um futebolista sul-coreano que atuava como meia.

## Carreira
Kim Ji-sung fez parte do elenco da Seleção Sul-Coreana de Futebol, na Copa do Mundo de 1954.

## Títulos
- Copa da Ásia: 1956